# Zygmunt Grodner

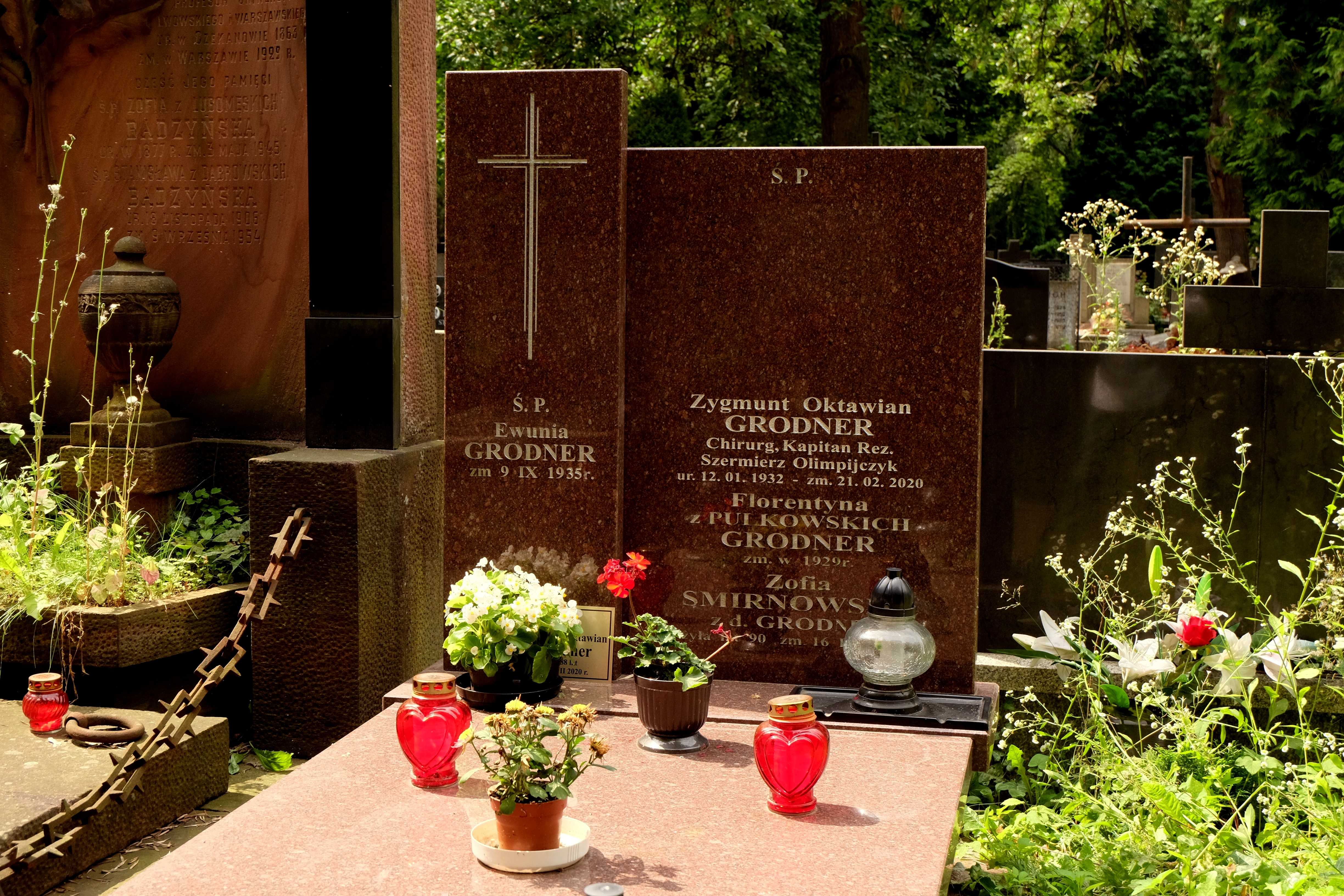
Grób Zygmunta Grodnera na Cmentarzu Powązkowskim w Warszawie

Zygmunt Oktawian Grodner (ur. 12 stycznia 1932 w Warszawie, zm. 21 lutego 2020 tamże) – lekarz pediatra, szpadzista klubów warszawskich, olimpijczyk z Helsinek (1952).
Syn Kazimierza i Stanisławy Zbyszewskiej, absolwent miejscowego Liceum Techniki Dentystycznej (1950) i warszawskiej Akademii Medycznej 1955 (chirurg dziecięcy). Szpadzista (178 cm, 78 kg) klubów stołecznych: AZS, Ogniwa, Gwardii i Warszawianki (1948-1956), wychowanek trenerów: J. Popiela, J. Keveya i K. Szemplińskiego. Mistrz Polski (1951) i brązowy medalista drużynowych MP w szpadzie (1956). Lekarz (wieloletni pracownik szpitala WAM i Centrum Zdrowia Dziecka), trener, sędzia sportowy. Żonaty (doktor rehabilitacji), miał troje dzieci: Małgorzatę (1956), Michała (1960) i Tomasza (1971).